# Stepanakert
Stepanakert (in russo Степанаке́рт?; in armeno Ստեփանակերտ?, Step'anakert), nota anche col nome azero di Xankəndi (in russo Ханкенди?, Chankendi, trasl. angl. Khankendi) è una città nella regione del Nagorno Karabakh, in Azerbaigian.
La città è stata parte di una comunità urbana a statuto speciale e capitale dell'autoproclamata Repubblica dell'Artsakh dal 1994 fino all'offensiva azera nella regione del 2023.
La città si trova in una valle sulle pendici orientali della catena montuosa del Karabakh, sulla riva sinistra del fiume Qarqarçay (Karkar). L'area che sarebbe diventata Stepanakert era originariamente un insediamento armeno di nome Vararakn. Durante il periodo sovietico, la città divenne la capitale dell'oblast' autonoma del Nagorno Karabakh nella RSS Azera, diventando un centro di attività economica e industriale. Inoltre, la città divenne un focolaio di attività politica, servendo da centro per le manifestazioni armene che chiedevano l'unificazione del Nagorno-Karabakh con l'Armenia. Stepanakert ha subito ingenti danni dopo la dissoluzione dell'Unione Sovietica e lo scoppio della prima guerra del Nagorno Karabakh ed è passata nelle mani degli armeni locali con la creazione della Repubblica dell'Artsakh. La città è un centro regionale di istruzione e cultura, essendo sede dell'Università del Karabakh (ex Università statale dell'Artsakh), di scuole musicali e di un palazzo della cultura. L'economia si basa sull'industria dei servizi e ha diverse imprese, tra cui le più importanti sono la lavorazione dei prodotti alimentari, la produzione di vino e la tessitura della seta. Nel 2021, la popolazione di Stepanakert era di circa 75.000 abitanti. Il 29 settembre 2023, è stato riferito che le autorità azere avevano preso il controllo della città, e quasi tutta la popolazione armena era fuggita in Armenia.

## Geografia fisica
La città sorge in una conca nell'altopiano del Karabakh a un'altezza di circa 813 m s.l.m., al centro della Repubblica dell'Artsakh.

## Etimologia
Stepanakert è l'adattamento russo del nome armeno Step'anakert, che significa Creata da Step'an o Città di Step'an e deriva dal nome del politico e rivoluzionario armeno bolscevico Step'an Šahowmyan (in russo Stepan Šaumjan), commissario della Comune di Baku.

## Storia

### Fondazione ed epoca sovietica
Secondo alcune fonti medievali armene il villaggio si sarebbe chiamato inizialmente Vararakn, nome mantenuto fino al 1847, quando fu cambiato in Xankəndi, letteralmente: villaggio del Khan. Secondo fonti azere invece la città sarebbe stata fondata nel XVIII secolo con il nome di Xanın kəndi, poi abbreviato in Xankəndi, per fungere da residenza per i khan del Khanato del Karabakh. Durante la guerra russo-persiana tra il 1804 e il 1813 il khanato fu conquistato dall'Impero russo, anche se la cessione ufficiale avvenne in seguito al trattato di Golestan.
L'insediamento fu ricostruito nel 1917 dopo la Rivoluzione d'ottobre e nel 1923 fu intitolato al rivoluzionario bolscevico di etnia armena Step'an Šahowmyan, commissario della Comune di Baku, giustiziato nel 1918 con gli altri 25 commissari dall'Armata Bianca a Krasnovodsk (oggi Türkmenbaşy). Nello stesso anno, in seguito al pogrom di Šowši, che risultò nella quasi totale distruzione della città, allora capoluogo dell'oblast' autonoma del Nagorno Karabakh (NKAO), il capoluogo fu spostato a Stepanakert.
Tra gli anni 1920 e 1930 la città cambio radicalmente il suo aspetto grazie sia a un nuovo piano urbanistico, disegnato dall'architetto armeno Aleksandr Tamanian, sia alla sua crescita demografica ed economica.

### Guerra del Nagorno Karabakh

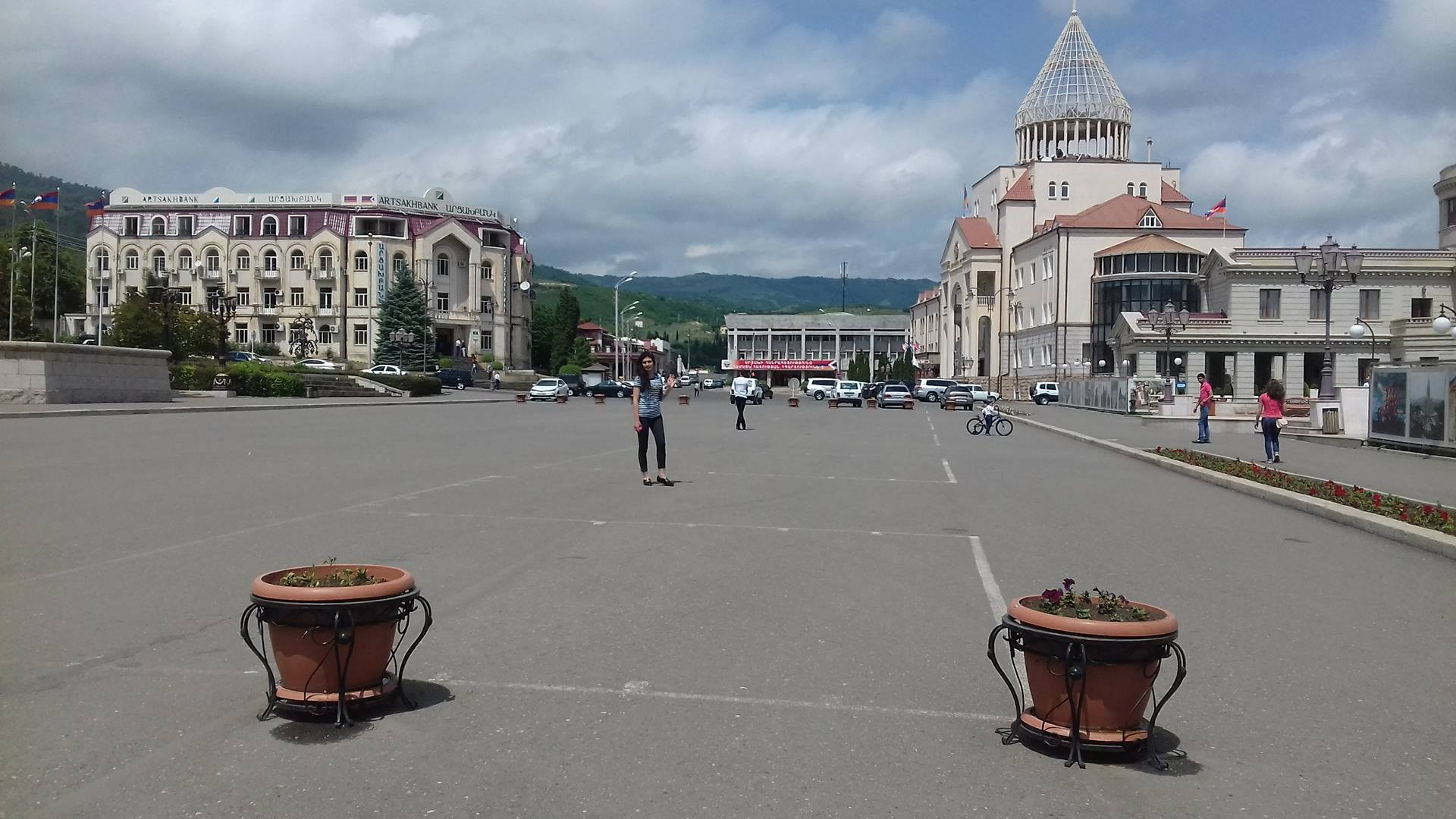
Piazza della Rinascita

Nel 1988 in piazza Lenin (oggi piazza della Rinascita) si riunirono diversi manifestanti che chiedevano l'unificazione della NKAO nella RSS Armena, fortemente osteggiata dagli azeri a cui l'oblast' era stata assegnata nel 1923. Il 20 febbraio il soviet supremo dell'oblast' approvò l'unione, tuttavia questo causò forti scontri tra azeri e armeni in città, tanto da costringere le autorità sovietiche a imporre un coprifuoco.
Con la dichiarazione d'indipendenza dell'Azerbaigian, proclamata il 30 agosto 1991, il governo della neonata repubblica restaurò il nome Xankəndi perseguendo una politica strettamente anticomunista e di azerificazione del territorio dell'ex oblast' autonoma, a maggioranza armena. La Corte suprema sovietica dichiarò inammissibili le decisioni azere e l'oblast' autonoma si dichiarò indipendente proclamando la nascita della Repubblica del Nagorno Karabakh, con capitale Stepanakert, il 2 settembre 1991.
Il 31 gennaio 1992 l'Azerbaigian attaccò quindi la Repubblica del Nagorno Karabakh, dando inizio a un conflitto con l'Armenia che si protrarrà fino al 1994 con la vittoria armena. Utilizzando come base la vicina città di Şuşa, le forze azere assediarono e bombardarono la capitale fino alla perdita della città di Shushi il 9 maggio 1992. Secondo un reportage del settimanale statunitense Time dell'aprile 1992, i bombardamenti furono così violenti che "praticamente pochissimi edifici non avevano subito danni".
La città è stata colpita da pesanti bombardamenti missilistici anche durante la guerra nell'Artsakh del 2020.

### Controllo azero
Il 19-20 settembre 2023 l'Azerbaigian lanciò una nuova offensiva nella regione, che si concluse con un cessate il fuoco e portò a un esodo di massa dell'etnia armena pochi giorni dopo. Il 29 settembre 2023, la polizia del Ministero degli Affari Interni dell'Artsakh ha lasciato tutte le armi a Stepanakert e ha abbandonato completamente la regione. Il 29 settembre i veicoli della polizia azera hanno iniziato a pattugliare l'area e la bandiera azera è stata posta sul monumento Siamo le nostre montagne della città. Dal 1° ottobre, i funzionari azeri hanno iniziato a lavorare dall'ex quartier generale della polizia dell'Artsakh, l'Azerbaigian ha assunto la responsabilità dei servizi medici in città e la sua area è stata coperta dalle reti mobili azere (Azercell). Una troupe di Al Jazeera ha riferito dalla città nel corso della giornata, mostrando le strade deserte in quella che il reporter ha descritto come "una città fantasma".
Dopo l'offensiva e l'esodo degli armeni, alcune fonti hanno riferito che le autorità azere avrebbero pubblicato una mappa di Stepanakert rinominando una delle strade in onore di Enver Pasha, uno dei principali responsabili del genocidio armeno. Un funzionario azero ha contestato ciò durante una causa presso la Corte internazionale di giustizia, affermando che nessuna strada di Xankəndi sarebbe stata rinominata".
Il presidente azero Ilham Aliyev ha visitato la città il 15 ottobre e ha ufficialmente issato la bandiera dell'Azerbaigian nell'edificio precedentemente utilizzato come Palazzo presidenziale dell'Artsakh. Nel dicembre 2023, la prima partita di calcio dalla ripresa del controllo azero è stata giocata tra il MOIK Baku e il Qarabağ FK di Agdam nella Coppa dell'Azerbaigian. Nei mesi successivi, le autorità azere hanno smantellato monumenti simbolo dell'Artsakh, tra cui la Croce Gigante e il Monumento dell'Aquila, e le statue di armeni di spicco della città, tra cui Stepan Shahumyan (da cui Stepanakert prende il nome), Charles Aznavour e Alexander Myasnikyan.
All'inizio di marzo 2024, le autorità azere hanno demolito l'edificio dell'Assemblea Nazionale dell'Artsakh e l'edificio dell'Unione dei Combattenti per la Libertà dell'Artsakh. Nel novembre 2024, sono emerse notizie secondo cui l'Azerbaigian avrebbe demolito il centro storico armeno della città.

## Monumenti e luoghi d'interesse

### Architetture religiose

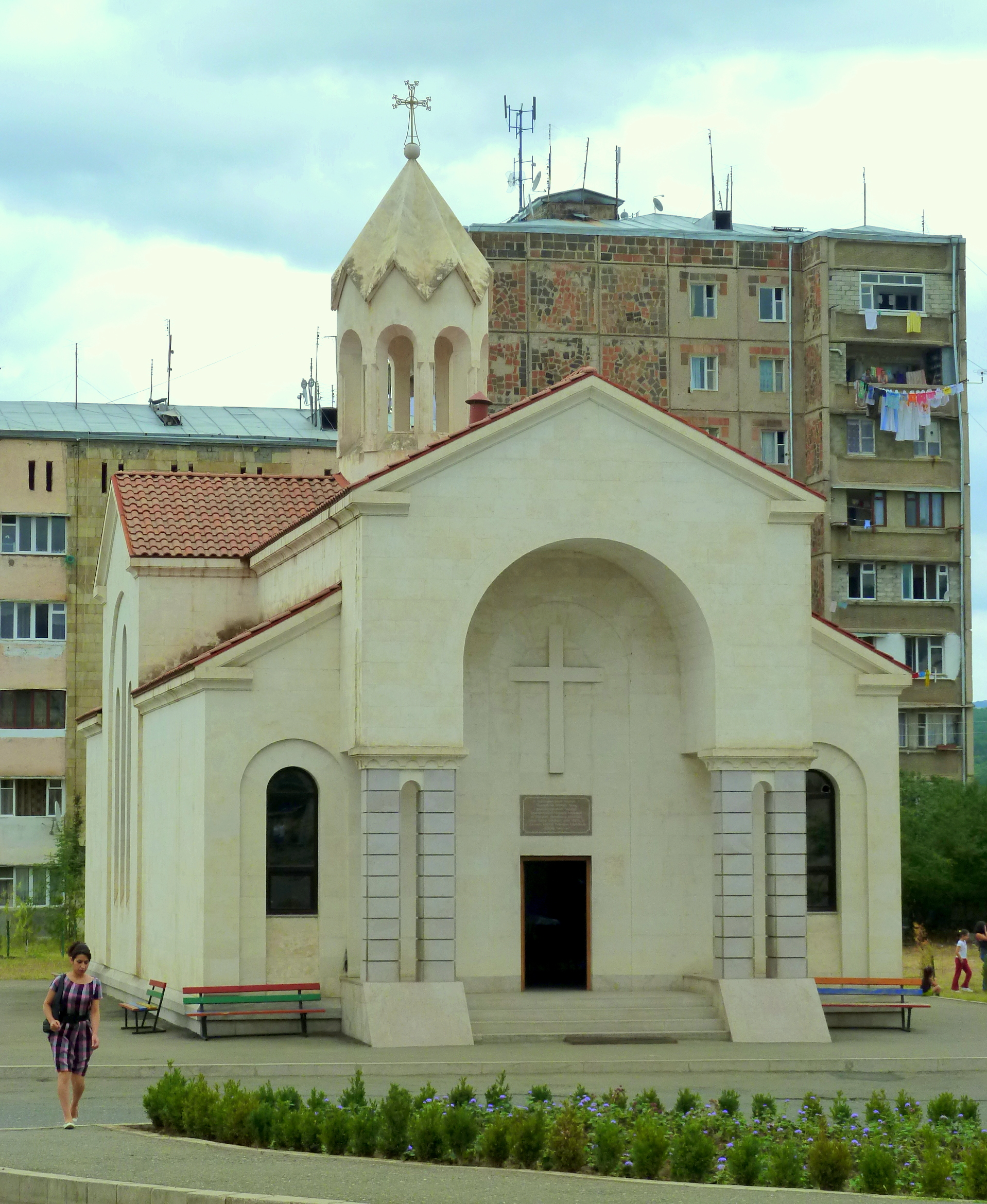
La chiesa di San Giacomo

- Cattedrale di Santa Maria Madre di Dio, costruita tra il 2006 e il 2019 su progetto dell'architetto Gagik Yeranosyan
- Chiesa di San Giacomo, costruita nel 2007 e finanziata dal filantropo Nerses Yepremian

### Architetture civili

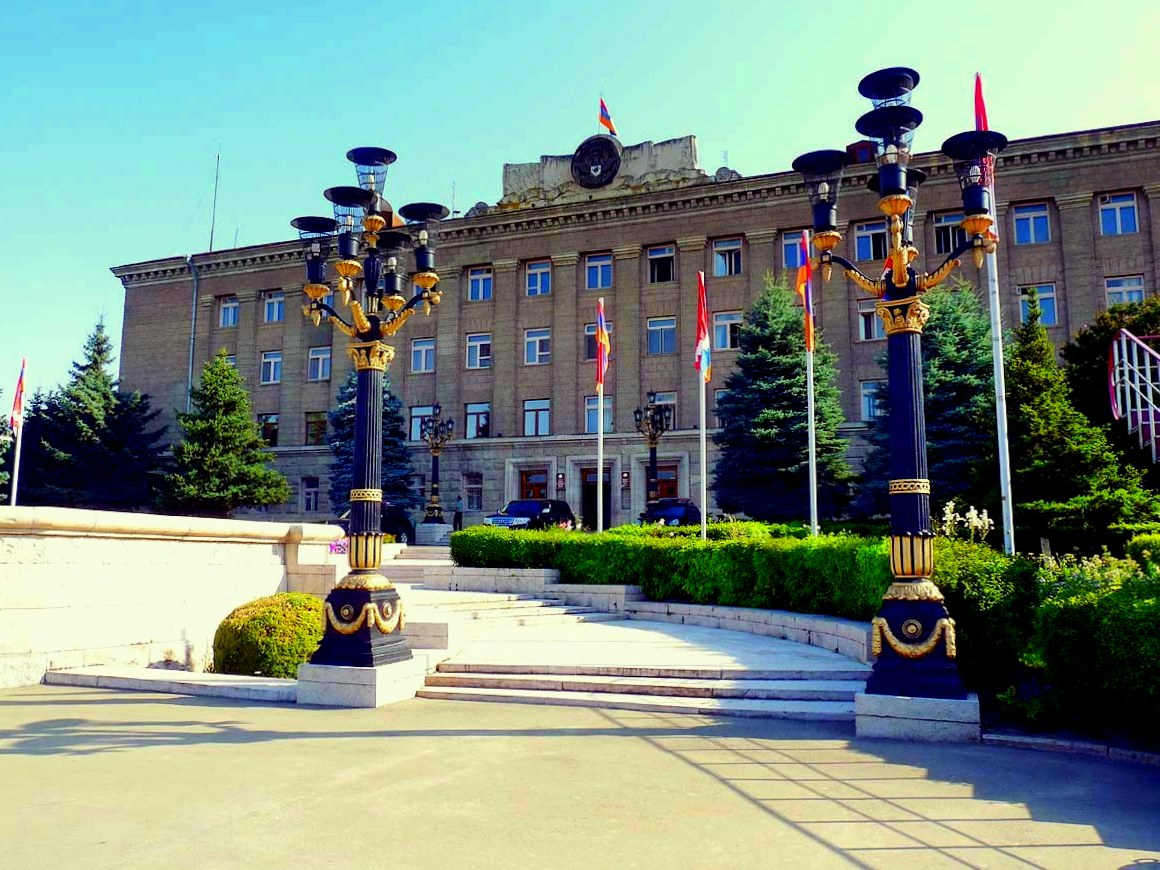
Il Palazzo presidenziale

- Palazzo presidenziale
- Palazzo dell'Assemblea nazionale

### Altro

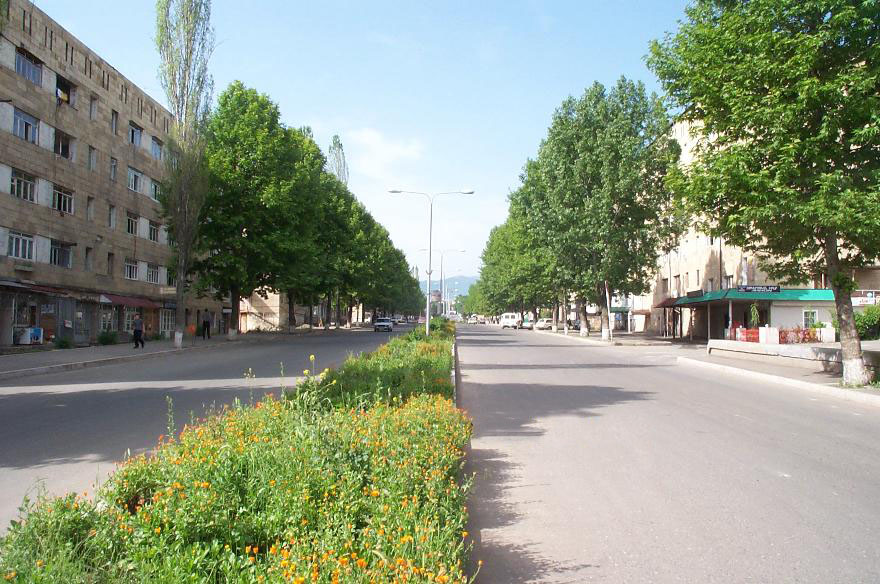
La via principale di Stepanakert

- Piazza della Rinascita
- Siamo le nostre montagne
- Memoriale ai caduti

## Società

### Evoluzione demografica
Abitanti censiti (migliaia)

### Religione
L'unica chiesa precedente all'epoca sovietica di cui si hanno informazioni sembra che risalisse al XIX secolo e fosse stata intitolata a san Giorgio, tuttavia fu demolita nel 1936 e durante il periodo sovietico non rimase in funzione alcuna chiesa in tutta Stepanakert, nonostante gran parte della popolazione fosse di religione armena ortodossa.
La costruzione della prima chiesa cristiana iniziò nel 2006, concludendosi l'anno successivo grazie al finanziamento da parte di un filantropo armenoamericano, Nerses Yepremian. La chiesa, intitolata a san Giacomo, è stata consacrata il 9 maggio 2007 in occasione dell'anniversario della battaglia di Shusha dall'arcivescovo Pargev Martirosyan.

## Cultura

### Istruzione

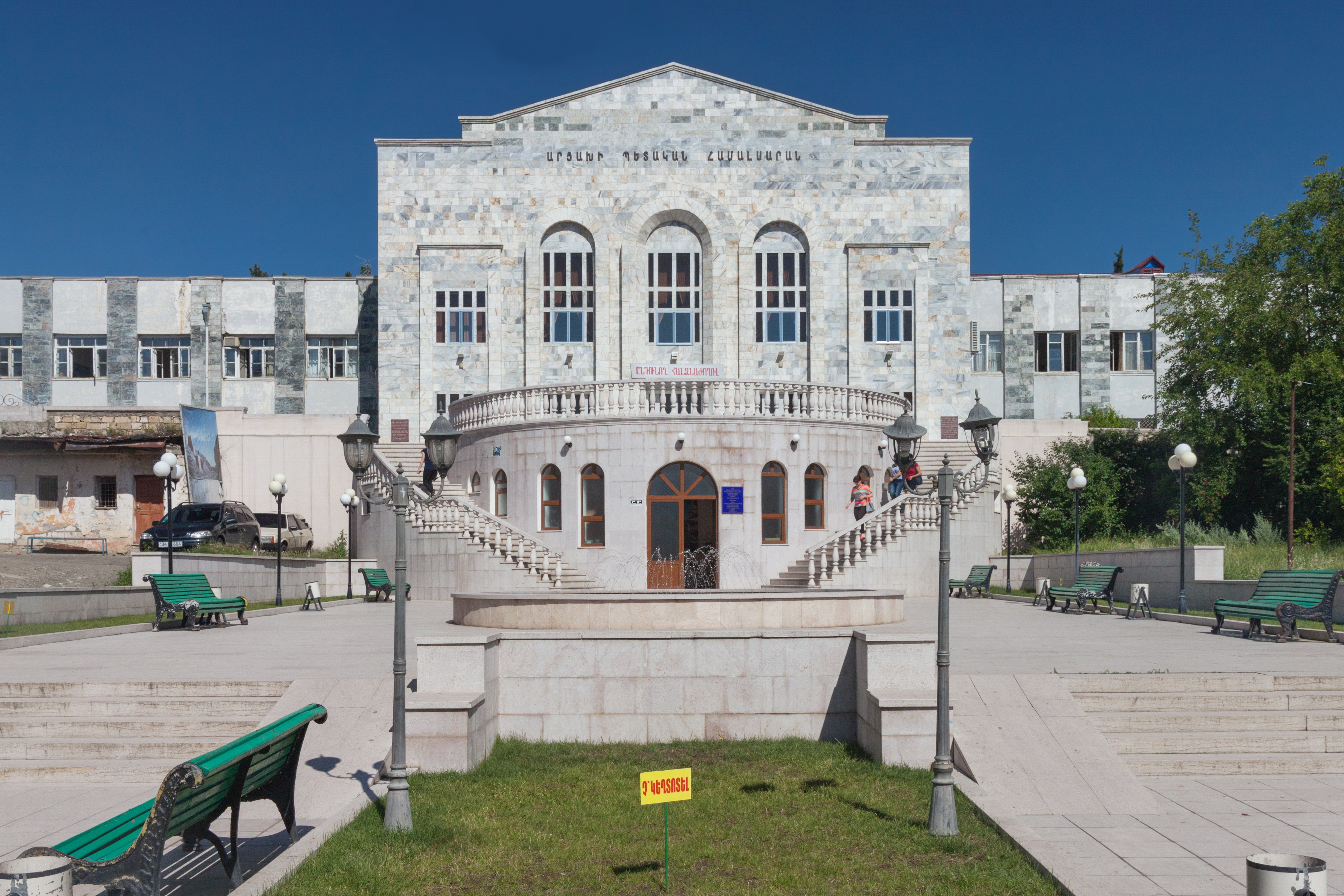
La sede del rettorato dell'Università statale dell'Artsakh

#### Università
La città, durante il controllo da parte delle autorità dell'Artsakh, era il centro dell'istruzione dell'Artsakh ed era sede di cinque università di cui due statali e tre private:
- Università statali:
  - Università statale dell'Artsakh;
  - Università nazionale agraria armena.
- Università private:
  - Università Grigor Narekatsi;
  - Università Mesrop Mashtots;
  - Istituto Gyurjyan per le arti applicate.

Nel settembre 2024, sotto le autorità azere, ha aperto, con sede in città, l'Università del Karabakh, con 6 facoltà.

#### Musei

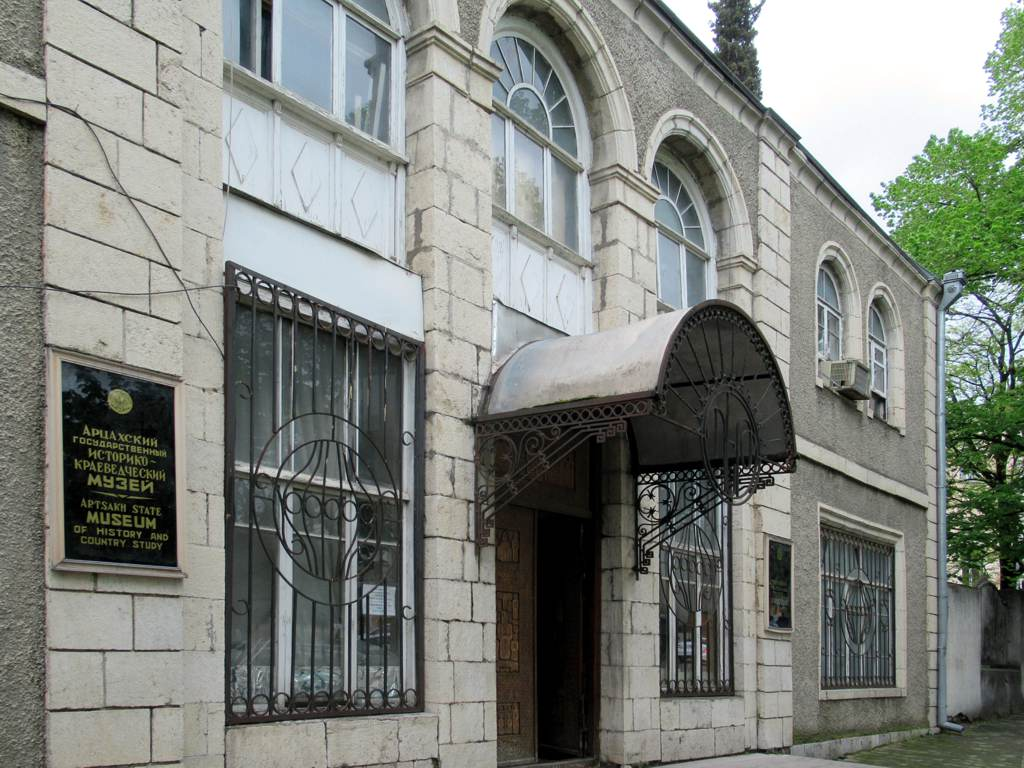
L'ingresso al Museo Artsakh

La città ospita diversi musei: il Museo statale Artsakh, il Museo dei soldati caduti e il Museo dei soldati dispersi, che contengono immagini, documenti e reperti della guerra del Nagorno Karabakh.

### Media

#### Stampa e teleradiodiffusione
La città ospita la sede del quotidiano nazionale, Azat Artsakh, fondato nel 1923, e della radiotelevisione statale.

## Geografia antropica

### Urbanistica
Dalla centrale e circolare piazza Šahowmyan (al centro giardino con scenografica fontana) si dipartono verso nord piazza della Rinascita (con il palazzo presidenziale e il parlamento), verso est il lungo viale dei Martiri della Libertà (sulla quale si affacciano molte sedi istituzionali); dalla parte opposta si sviluppa il più elegante viale V. Sargsyan con numerosi negozi. Negli ultimi anni sono sorte nuove zone residenziali intorno al centro ed è stato avviato un progetto di riqualificazione edilizia che ha interessato soprattutto la zona intorno a via Toumanyan (alle spalle del parlamento). Poco fuori dal centro abitato, verso est, sorge il celebre monumento Siamo le nostre montagne, mentre alla periferia occidentale, di fronte all'ospedale repubblicano, sorge il Memoriale di Stepanakert.

## Economia
Prima della guerra l'economia di Stepanakert si basava principalmente sull'industria alimentare, lavorazione della seta e sulla coltivazione della vite. Dopo la guerra l'economia locale subì pesantissimi danni ma negli ultimi anni, in particolare grazie al supporto economico della diaspora armena, è tornata a registrare qualche miglioramento. Negli ultimi anni la città ha puntato molto sul turismo e sono sorte numerose nuove strutture alberghiere.

## Infrastrutture e trasporti

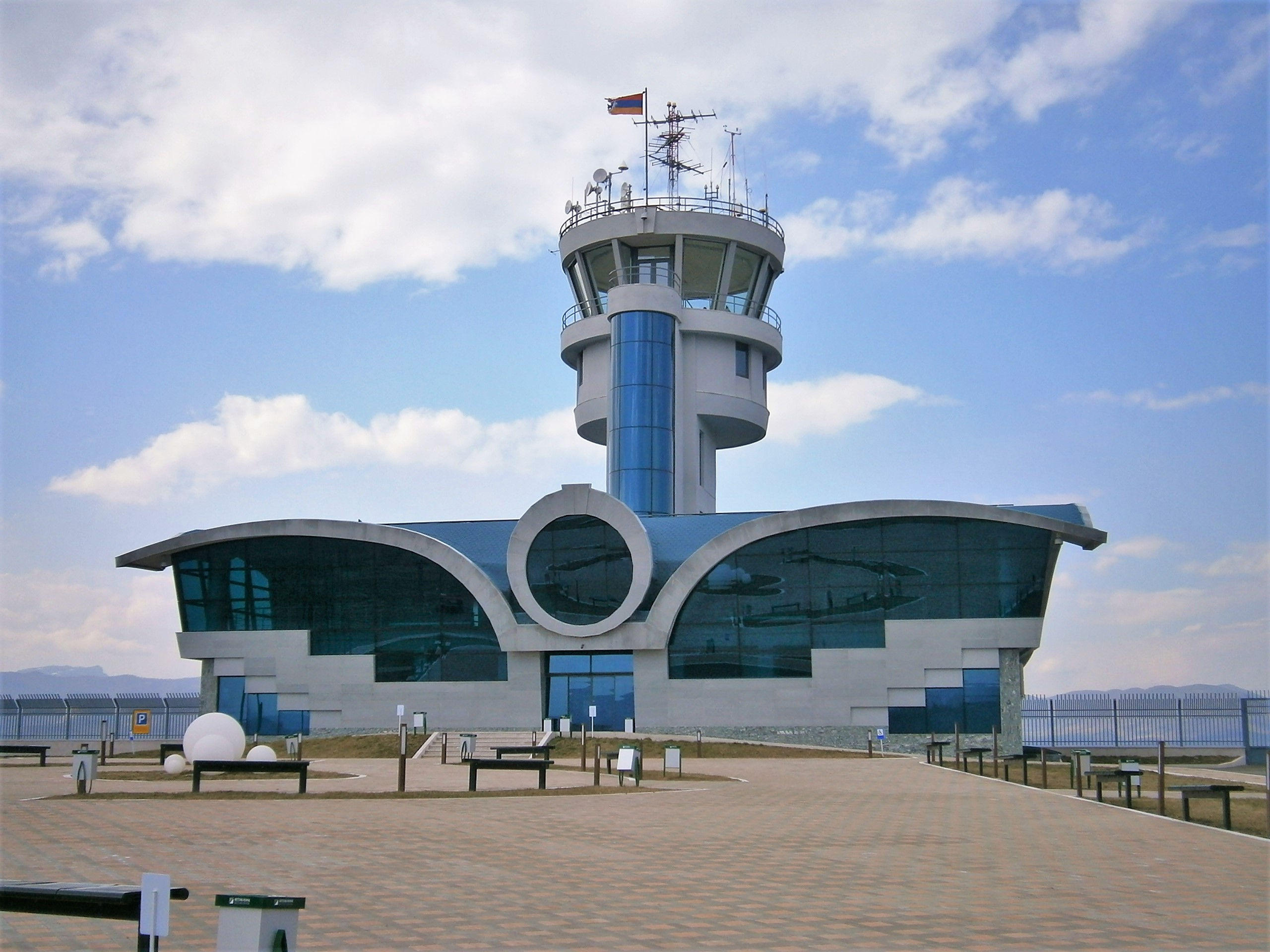
L'aeroporto di Stepanakert

La città è servita dall'aeroporto di Stepanakert, nel vicino comune di Xocalı.

## Amministrazione

### Gemellaggi

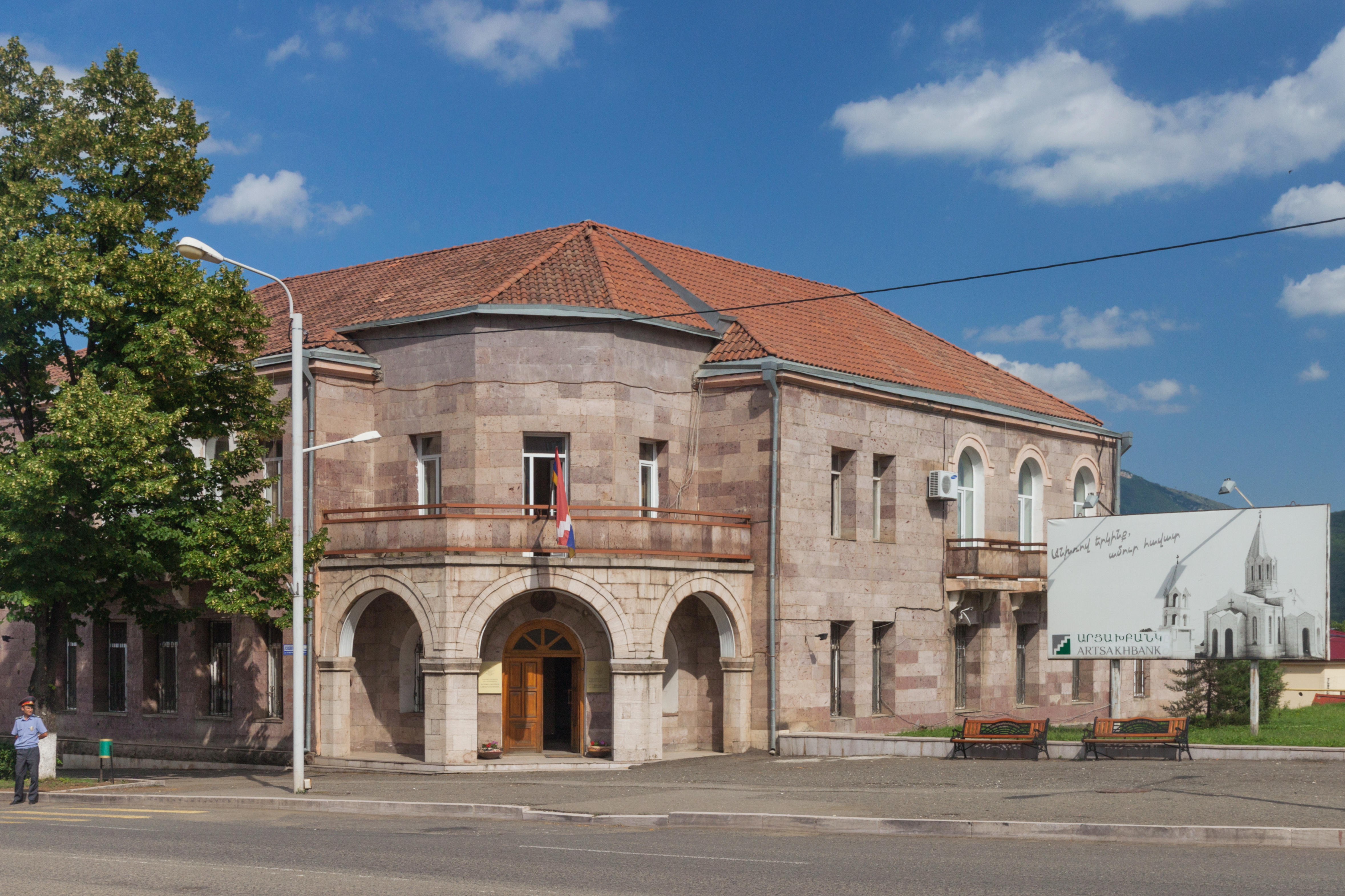
Ministero degli affari esteri dell'Artsakh

A causa del riconoscimento limitato dello Stato, sono scoppiate alcune polemiche attorno ai gemellaggi stretti dalla capitale con altre città. Ad esempio nel 2005 quando la città californiana di Montebello ha stabilito un gemellaggio con la capitale dell'Artsakh, l'ambasciatore azero negli Stati Uniti, Hafiz Paşayev, ha scritto una lettera, indirizzata al governatore della California Arnold Schwarzenegger e al sindaco di Montebello Bill Molinari, sostenendo che tale gemellaggio avrebbe potuto acuire le tensioni già presenti nel territorio, vista la delicatezza del processo di pacificazione con l'Armenia. Il sindaco tuttavia ha sostenuto la continuazione del programma di gemellaggio.
Nel 2018 la città brasiliana di Mairiporã ha instaurato un programma di gemellaggio con Stepanakert, ricevendo tuttavia un avviso dal Ministero degli affari esteri, condiviso con la vicina Pilar do Sul, in quanto il Brasile non riconosce l'indipendenza dell'Artsakh.
- Montebello, dal 2005
- Erevan, dal 2012
- San Sebastián, dal 2014
- Mairiporã, dal 2018
- Sukhumi

## Galleria d'immagini

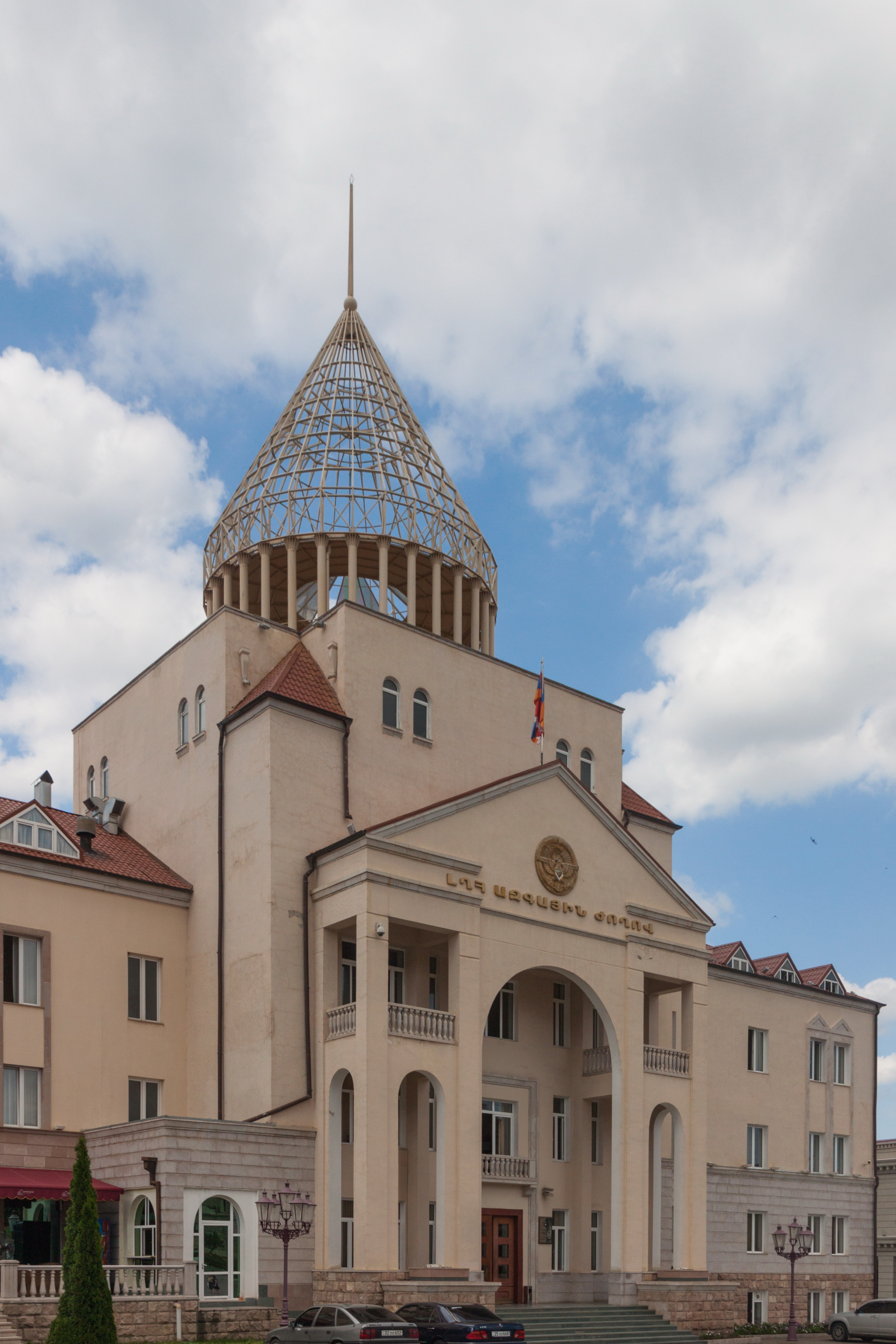
Il parlamento
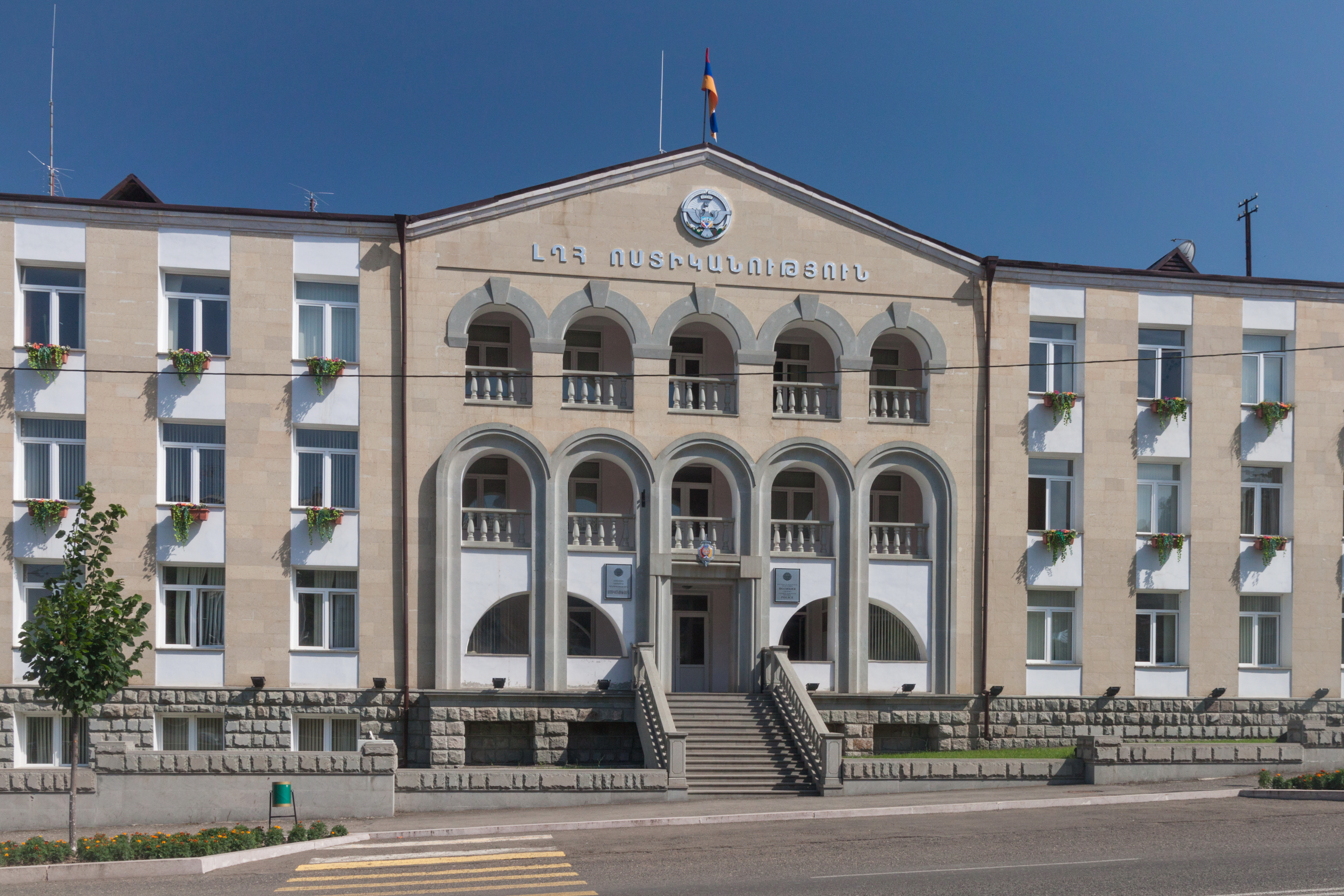
Sede della Polizia di Stato
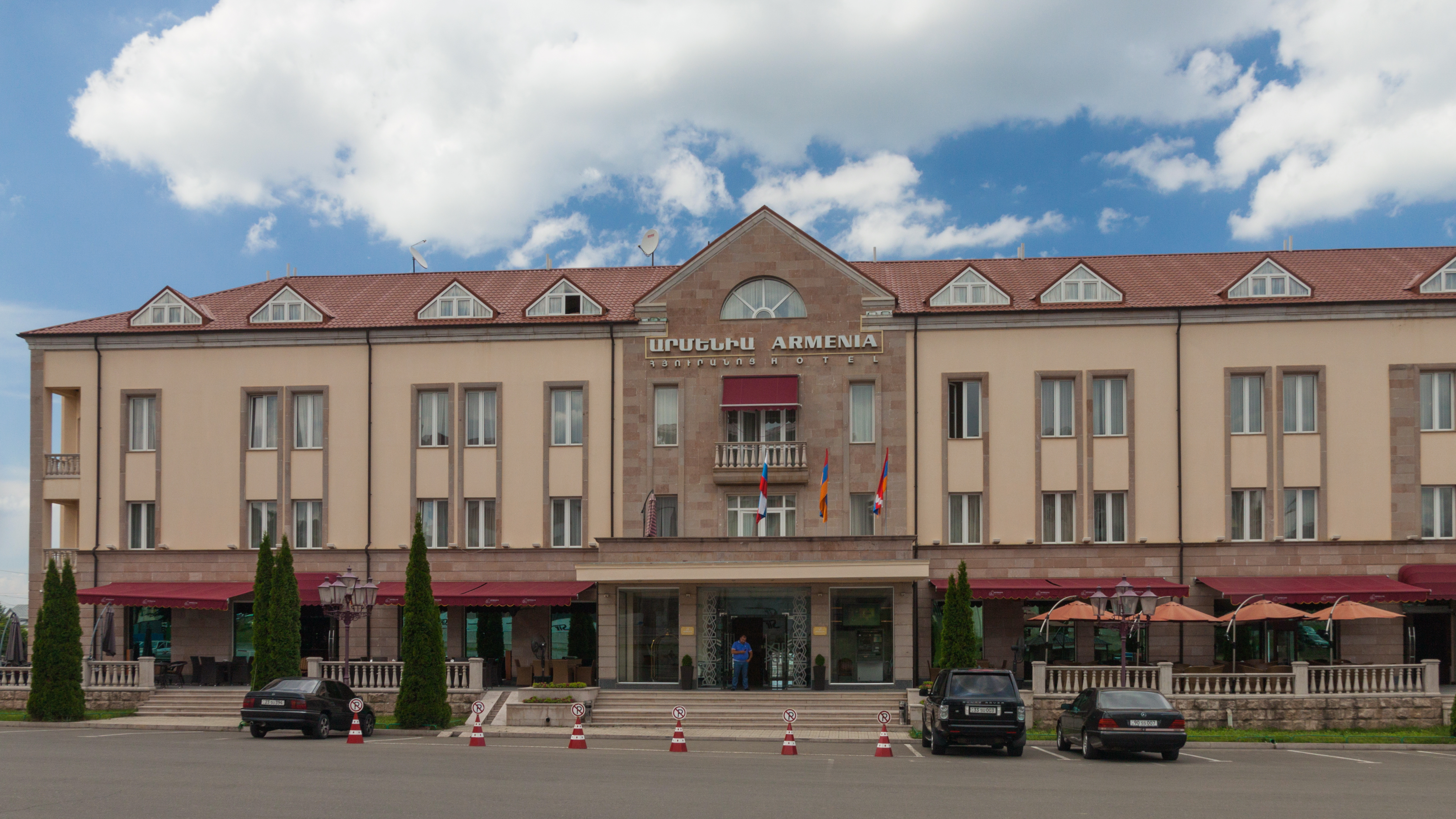
Hotel Armenia
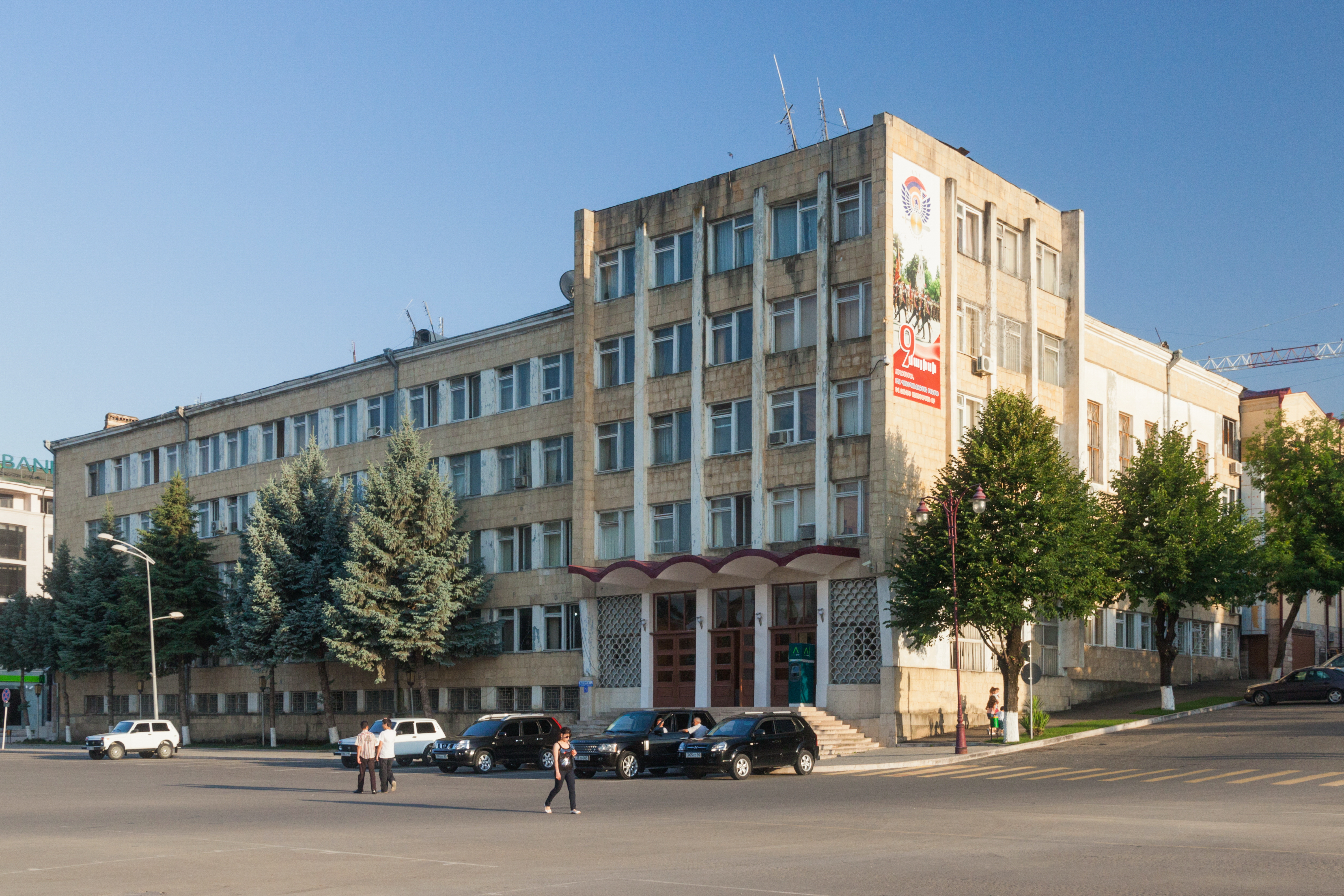
Palazzo del governo
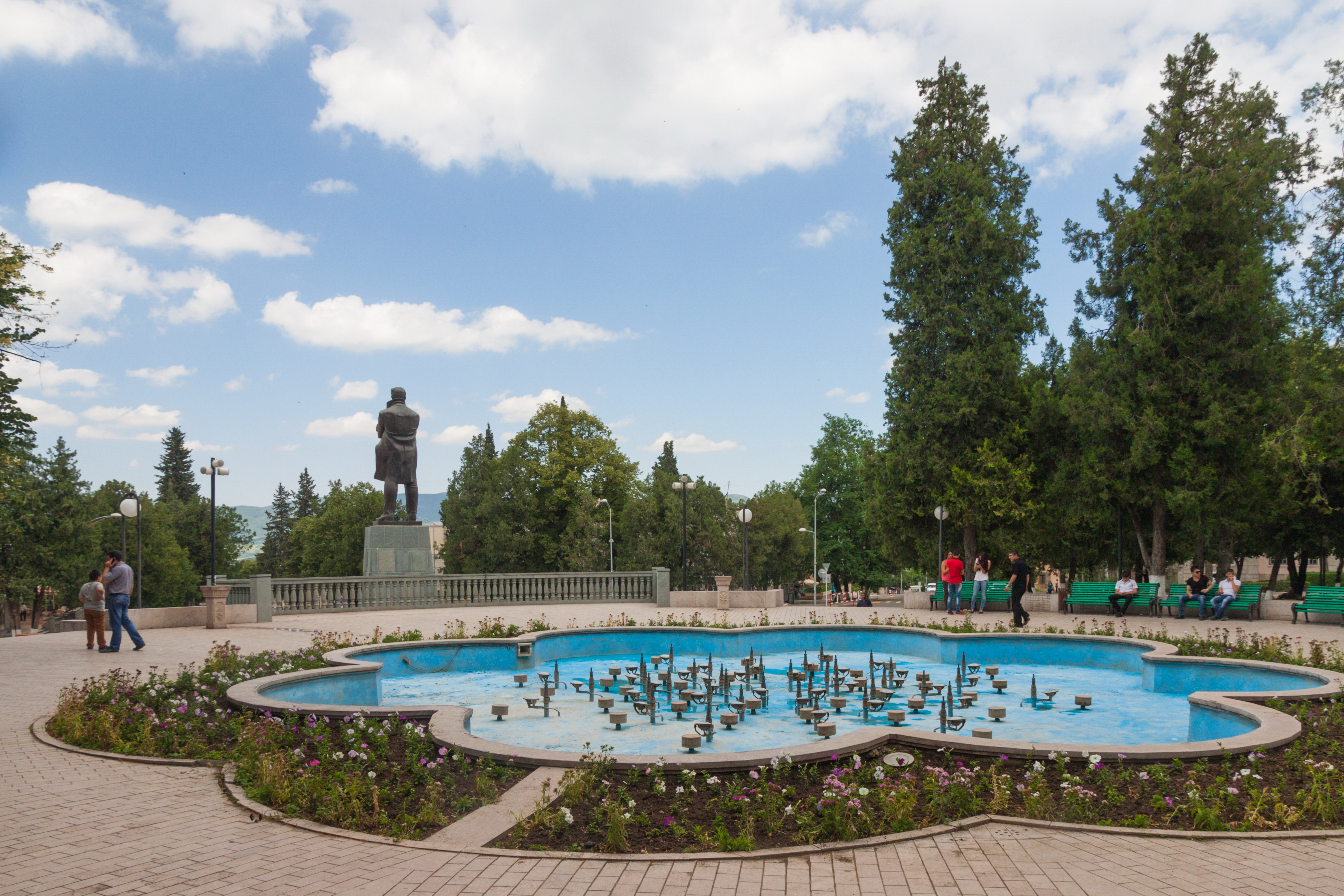
Piazza Shahumian
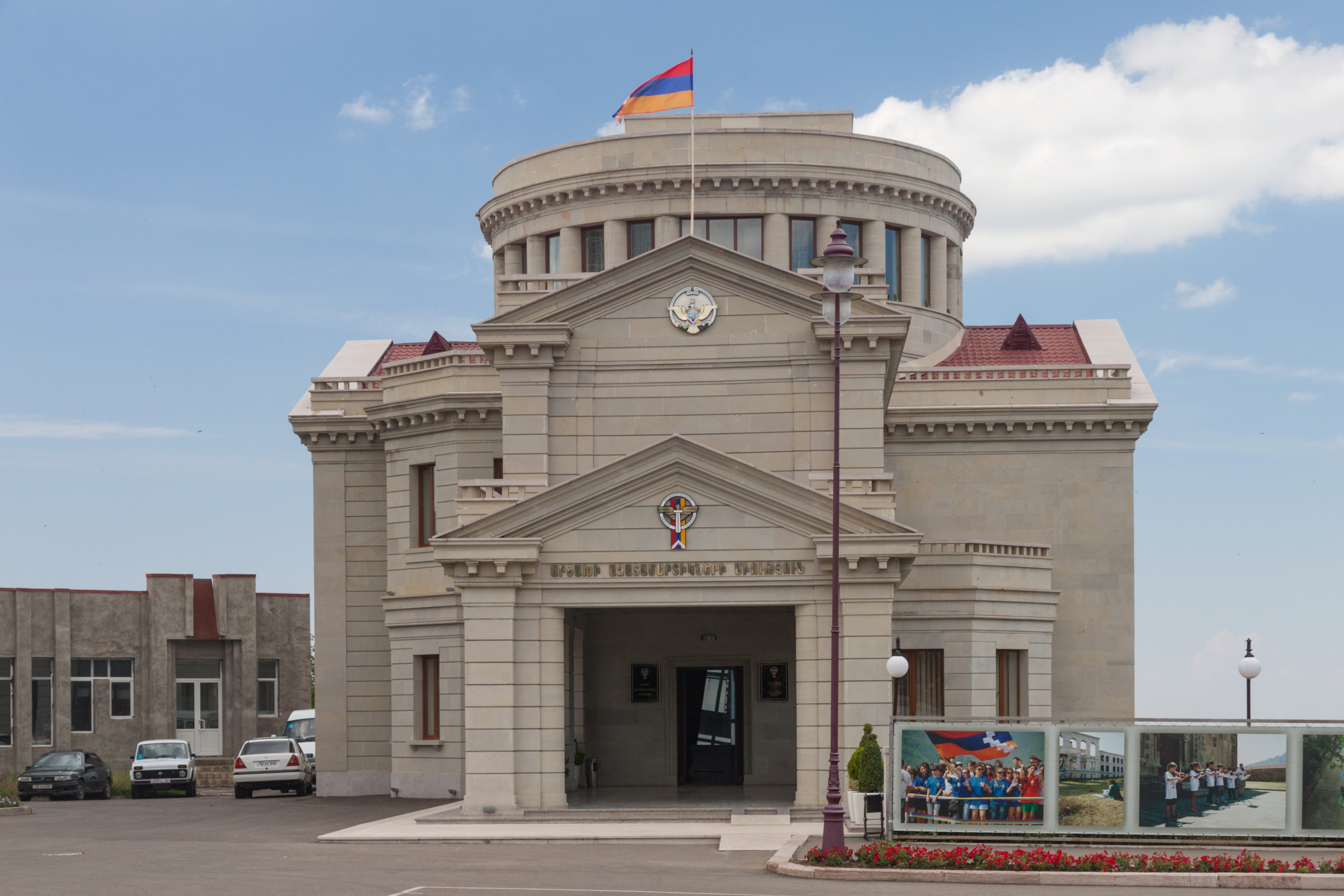
Sede dell'Unione combattenti (demolita nel 2024)
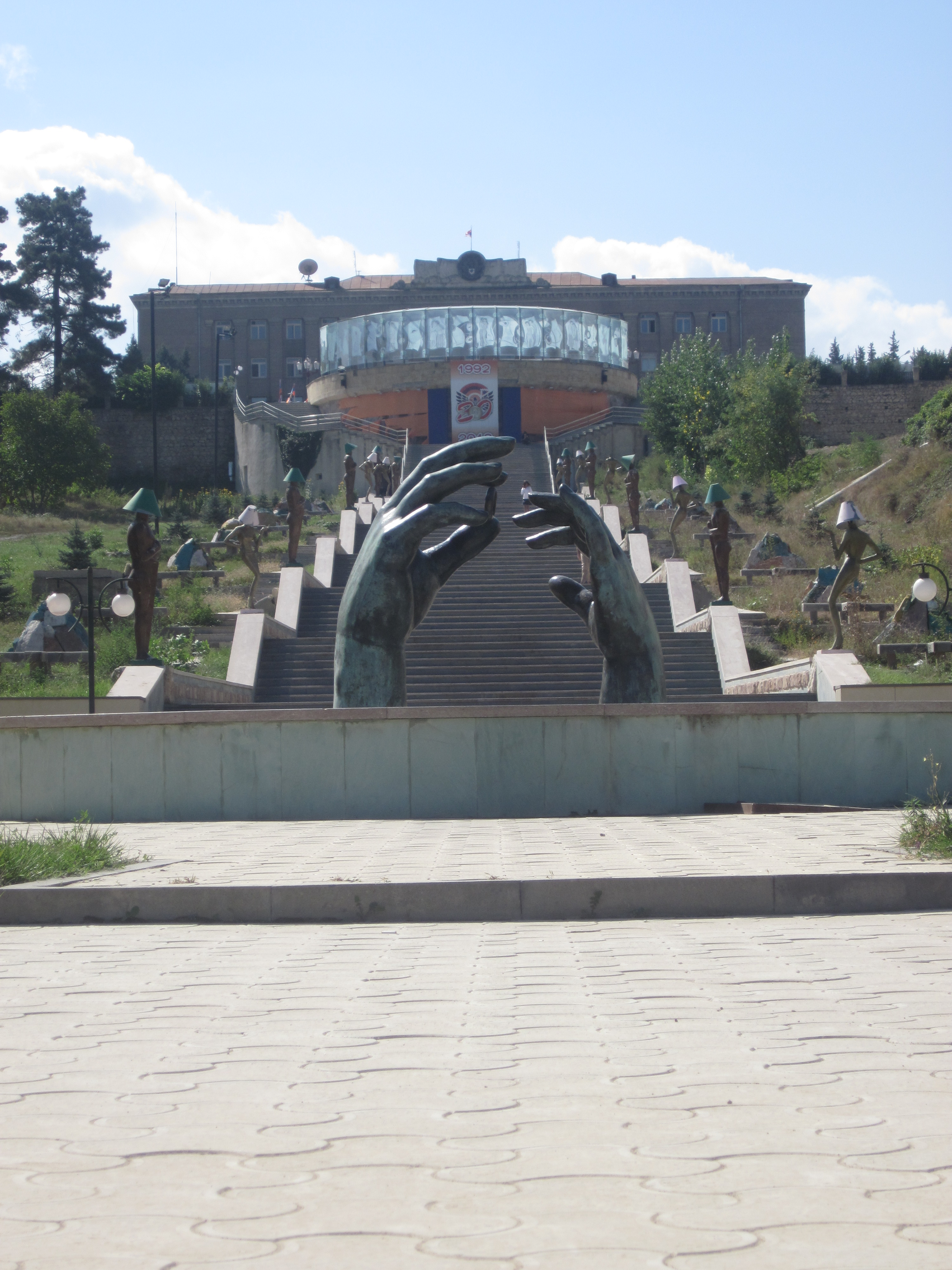
Scalinata degli innamorati
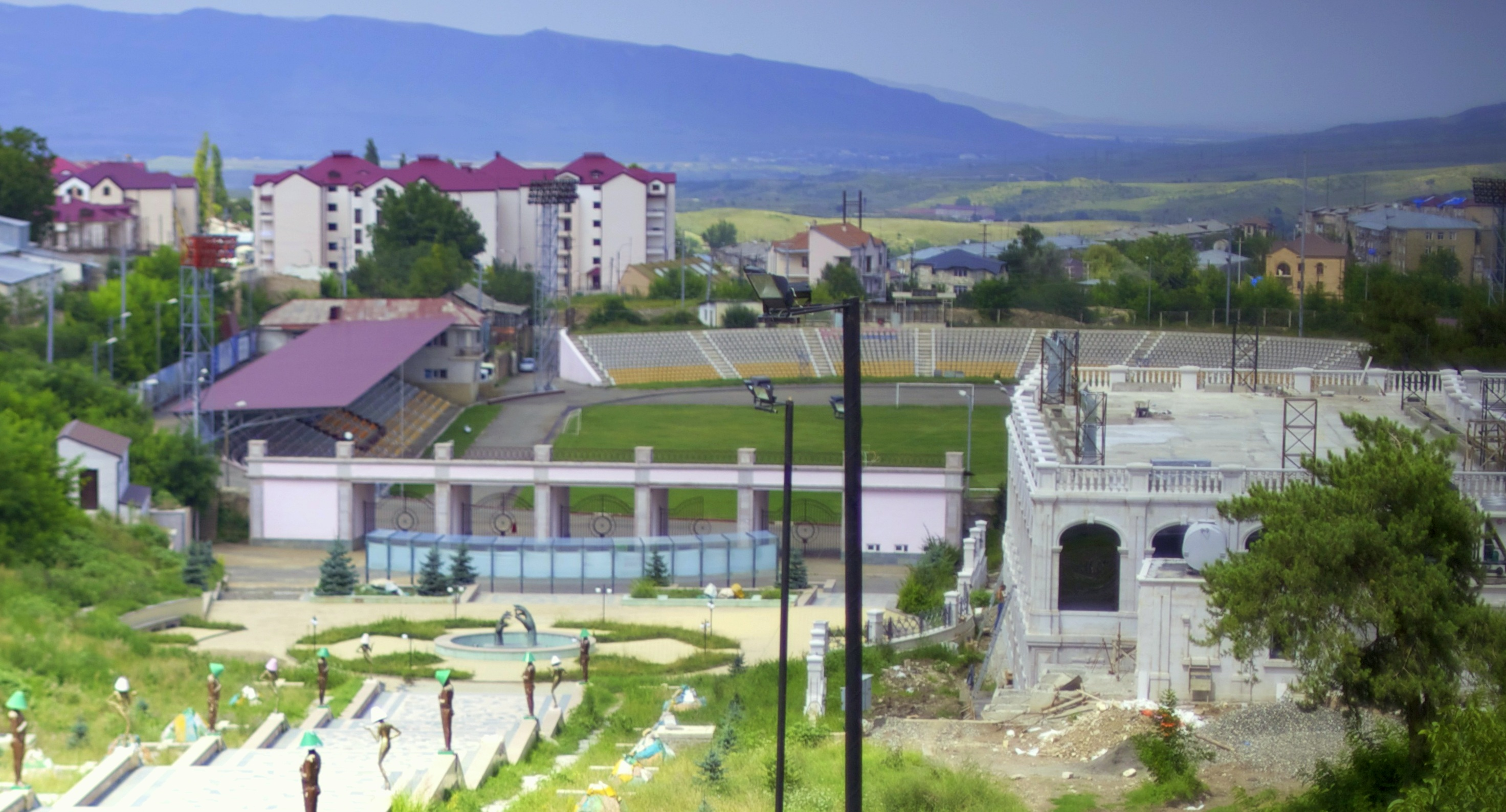
Stadio repubblicano